# Kopanina Kamieńska
Kopanina Kamieńska – wieś w Polsce położona w województwie lubelskim, w powiecie opolskim, w gminie Łaziska.
W latach 1975–1998 miejscowość położona była w województwie lubelskim.
Wieś stanowi sołectwo w gminie Łaziska. Według Narodowego Spisu Powszechnego z roku 2011 wieś liczyła 157 mieszkańców.
Na północny zachód od wsi znajduje się cmentarz wojenny z okresu I wojny światowej.

## Historia
Wieś wymieniona w składzie XIX wiecznej gminy Kamień, [w:] Słownik geograficzny Królestwa Polskiego, t. III: Haag – Kępy, Warszawa 1882, s. 733. jako Kopanina, jako Kopanina Kamieńska wymieniona w dokumentach Diecezji Lubelskiej z roku 1899.